# Andrzej Sikorski
Andrzej Sikorski (* 4. September 1961 in Szczecin) ist ein ehemaliger polnischer Radrennfahrer und nationaler Meister im Radsport.

## Sportliche Laufbahn
1985 gewann Sikorski bei den UCI-Bahn-Weltmeisterschaften in der Mannschaftsverfolgung die Silbermedaille mit Ryszard Dawidowicz, Marian Turowski und Leszek Stępniewski. 1988 war er Teilnehmer der Olympischen Sommerspiele in Seoul und fuhr dort die Mannschaftsverfolgung. Sikorski startete 1982, 1983, 1985–1987, 1989 und 1991 bei den UCI-Bahn-Weltmeisterschaften. 1983, 1986 und 1989 wurde er polnischer Meister in der Einerverfolgung. Den Titel in der Mannschaftsverfolgung gewann er von 1983 bis 1990. Dazu kamen fünf Vize-Meistertitel und vier Bronzemedaillen bei den nationalen Titelkämpfen.